# Teodor Radu
Teodor Radu a fost un general român care a luptat în timpul celui de-al Doilea Război Mondial.
A fost reintegrat în serviciul activ, deși era invalid.
Generalul de brigadă Teodor Radu a fost trecut din oficiu în rezervă pentru limită de vârstă de la data de 27 februarie 1945, prin decizia ministerială nr. 1.659 din 22 septembrie 1944.

## Legături externe
- „Biography of Brigadier-General Teodor Radu ( – ), Romania”, Generals.dk, accesat în 16 iunie 2018